# Carnival Cruise Line
Carnival Cruise Line es una línea de cruceros con sede en Doral, Florida, Estados Unidos. La empresa es una subsidiaria de Carnival Corporation & plc. Su logo es una chimenea con forma de cola de ballena, con una combinación de colores rojo, blanco y azul. Este diseño, de marca registrada, está integrado en los barcos de la línea. Carnival ocupa el primer lugar en la lista de las líneas de cruceros más grandes según los pasajeros transportados anualmente. 
A fecha de junio de 2024, Carnival Cruise Line operaba una flota de 27 barcos. Dos barcos de P&O Cruises Australia se unieron a la flota en marzo de 2025, y se planea la incorporación de cinco nuevos barcos en 2027, 2028, 2029, 2031 y 2033.

## Estructura de la empresa
Carnival es una de las diez líneas de cruceros propiedad del operador de cruceros más grande del mundo, la británica-estadounidense-panameña Carnival Corporation & plc. En 2021, se estimó que Carnival Cruise Line tenía una participación del 7,6% de los ingresos de la industria de cruceros y el 18,2% de los pasajeros. Cuenta con 24 embarcaciones y es la flota más grande del grupo Carnival. Los barcos enarbolan banderas de conveniencia: 17 de los barcos enarbolan la bandera de Panamá y siete la de Bahamas. Su sede se encuentra en Doral, Florida, Estados Unidos.

## Historia
Carnival Cruise Line fue fundada en 1972 por Ted Arison. Para financiar la empresa, Arison recurrió a su amigo Meshulam Riklis, propietario de American International Travel Service (AITS), con sede en Boston. Arison y Riklis crearon la nueva empresa como subsidiaria de AITS. AITS debía comercializar y promover la nueva empresa. En 1974, debido a problemas regulatorios, Riklis vendió la participación de AITS en la empresa a Arison por $1 USD, pero sujeto a que Arison se hiciera cargo de las sustanciales deudas de la empresa. La división le permitió a Arison entablar nuevas relaciones con agentes de viajes independientes. También promocionó sus cruceros a gente más joven. El formato tuvo mucho éxito financiero.

### Década de 1970: Primeros años

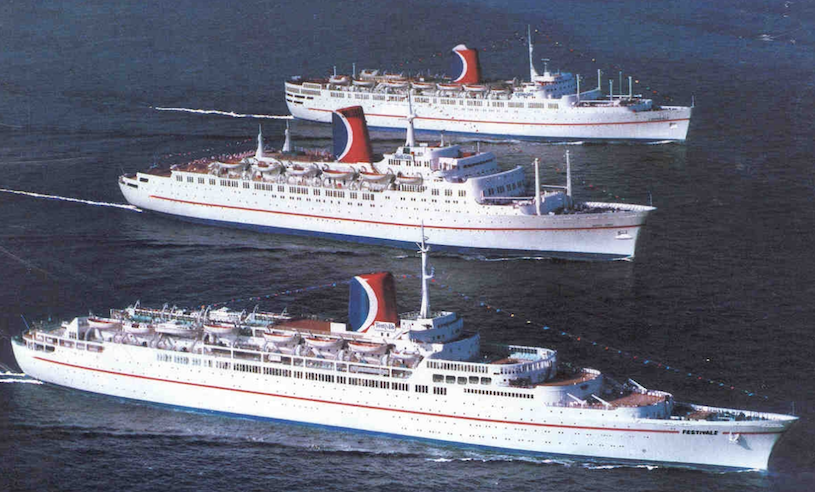
La flota de Carnival Cruise Line en la década de 1970, el Carnivale, Mardi Gras, y el Festivale

Carnival Cruise Line inició sus viajes desde Miami con su primer barco, el Mardi Gras, en 1972, un antiguo transatlántico adquirido a Canadian Pacific Line. Carnival adaptaría y desarrollaría el color verde de Canadian Pacific para su nuevo logotipo, cambiando los colores a rojo, blanco y azul, como se ve hoy.
En 1975, Carnival adquirió otro antiguo barco de la Canadian Pacific Line, rebautizándolo como Carnivale. El éxito de los dos barcos llevó a la adquisición de su tercer barco en 1978, el TSS Festivale , otro antiguo transatlántico. Con el éxito de los tres barcos, Carnival decidió construir nuevos barcos para poder competir con las líneas de cruceros rivales de Miami.

### Década de 1980: Primeros barcos de nueva construcción

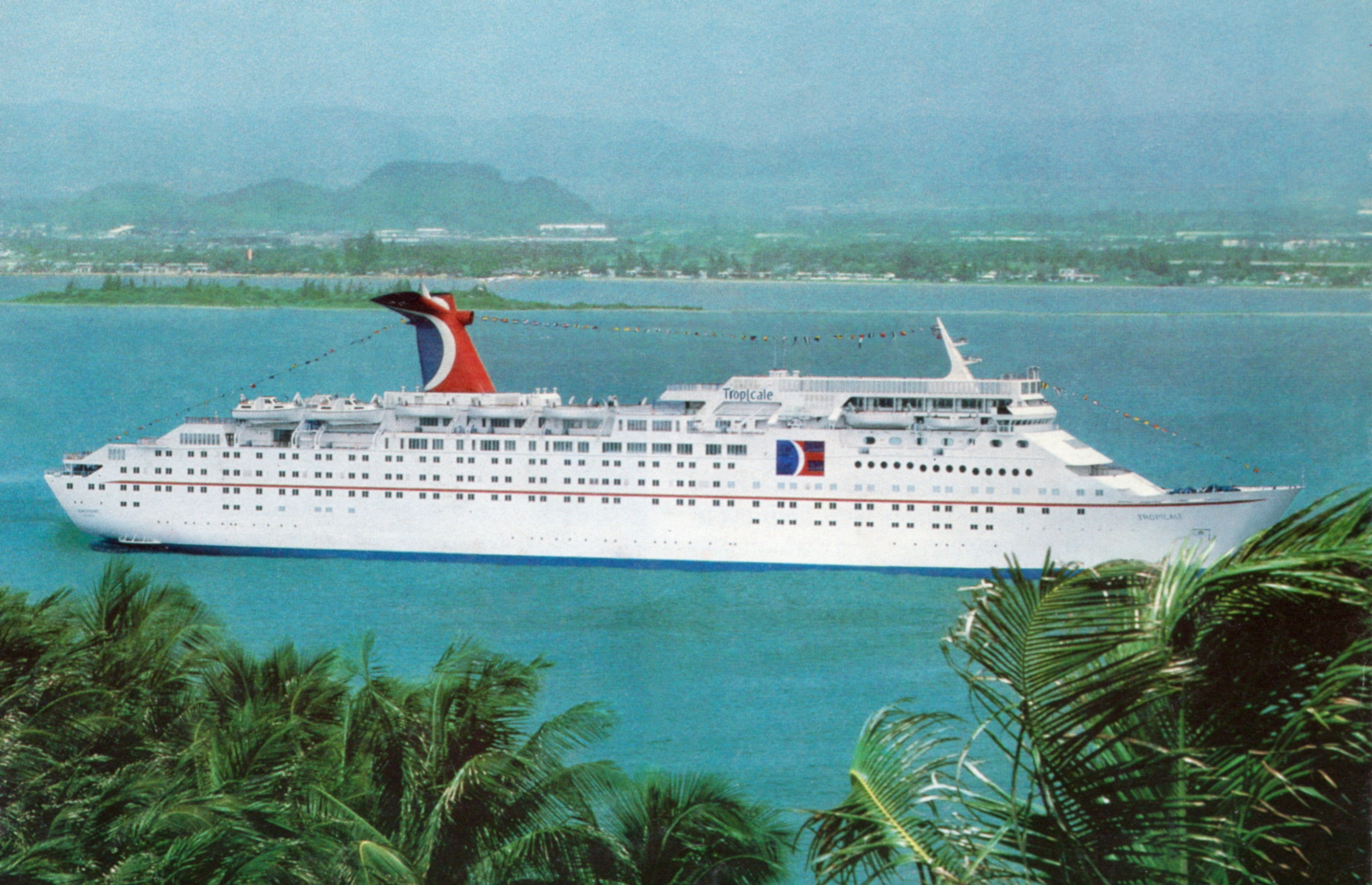
el primer crucero construido especialmente por Carnival, MS Tropicale

En 1982, Carnival presentó su primer barco construido especialmente para ese fin, el Tropicale. Este fue el primer barco en el que se introdujo el icónico embudo alado, que desde entonces se ha utilizado en todos los barcos de la flota; fue diseñado por Joe Farcus, quien se convertiría en un colaborador de diseño de Carnival Cruise Line durante mucho tiempo.
En 1984, Carnival presentaría una nueva campaña de marketing televisivo durante este tiempo, protagonizada por Kathie Lee Gifford, quien continúa siendo una colaboradora de la línea desde hace mucho tiempo.
Tras el éxito del Tropicale y la creciente competencia en Miami con barcos más nuevos, Carnival encargó el Holiday en 1985, seguido por el Jubilee en 1986 y el Celebration en 1987.

### Década de 1990: Expansión de la flota

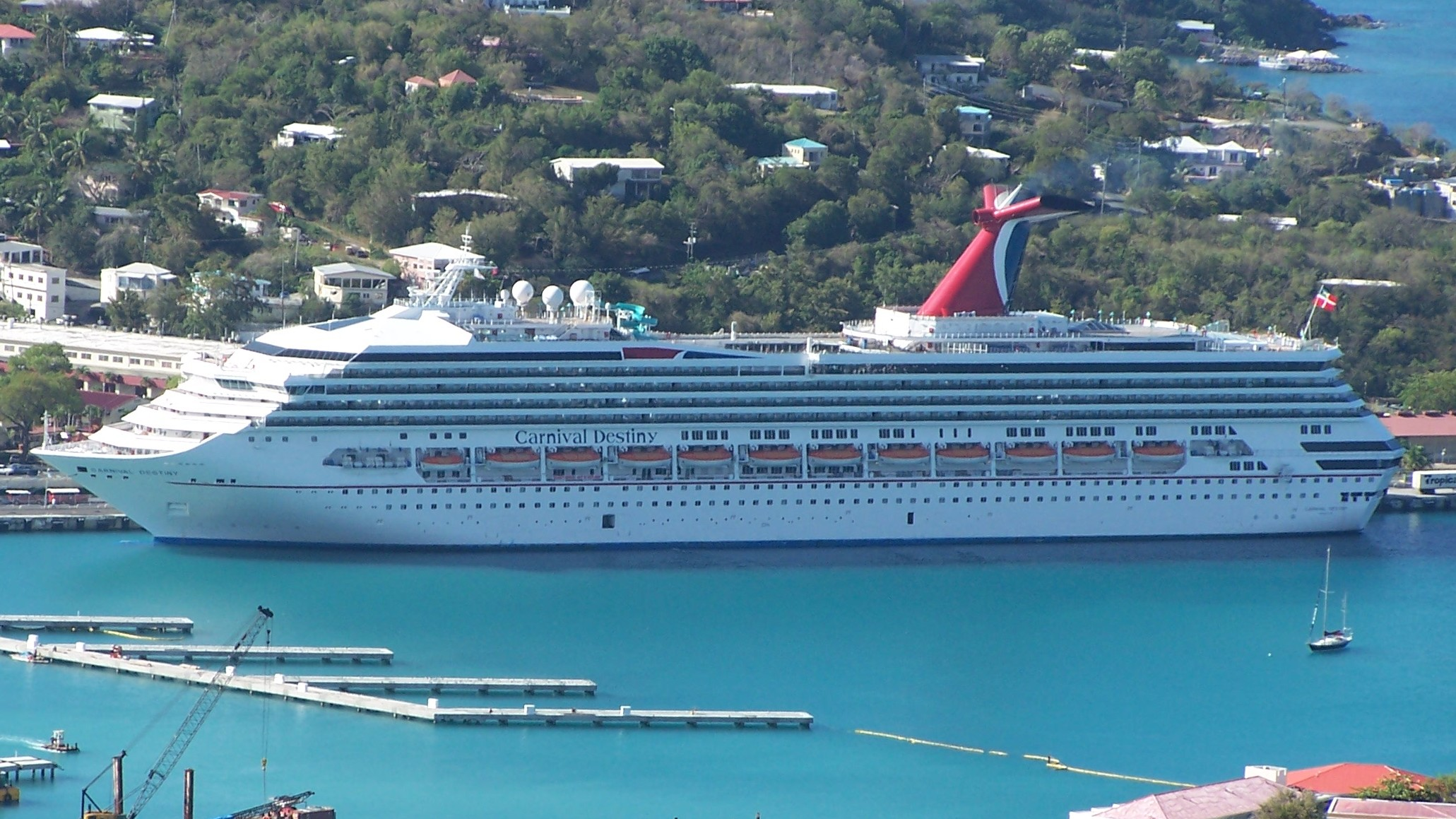
El Carnival Destiny de la clase Destiny atracó en Santo Tomás en 2006

A partir de 1990, Carnival introdujo la popular clase Fantasy, comenzando con el Fantasy, y completada con el octavo de la clase Paradise en 1998. Cuando se completó, el Fantasy era uno de los barcos más grandes en ese momento y tenía el atrio más grande en el mar. Después de haber realizado trabajos de diseño en todos los barcos anteriores de Carnival, Joe Farcus continuó como el diseñador principal de toda la clase.
En 1993, Carnival comenzó a deshacerse de su tonelaje de segunda mano más antiguo y vendió su primer barco, el Mardi Gras, después de 21 años de servicio con la línea. El Carnivale le siguió el mismo año, pasando a manos de la recién creada subsidiaria de Carnival, Fiesta Marina Cruises.
En 1996 se introdujo la nueva clase Destiny, con el Carnival Destiny. Con 101.000  GT, se convirtió en el mayor buque de pasajeros del mundo en ese momento y el primero en superar las 100.000 toneladas. La plataforma de la clase Destiny siguió utilizándose en varias iteraciones hasta llegar al Carnival Splendor en 2008. Ese mismo año se retiró el veterano barco Festivale, el último de la flota original de segunda mano.
En 1998, el séptimo barco de la clase Fantasy, el Elation, fue el primer crucero en contar con la innovadora propulsión azipod, utilizada en la mayoría de los cruceros nuevos de la actualidad. El Paradise también debutó en 1998 y fue el primer crucero completamente para no fumadores cuando debutó originalmente.

### Década de 2000: Principios de la era moderna

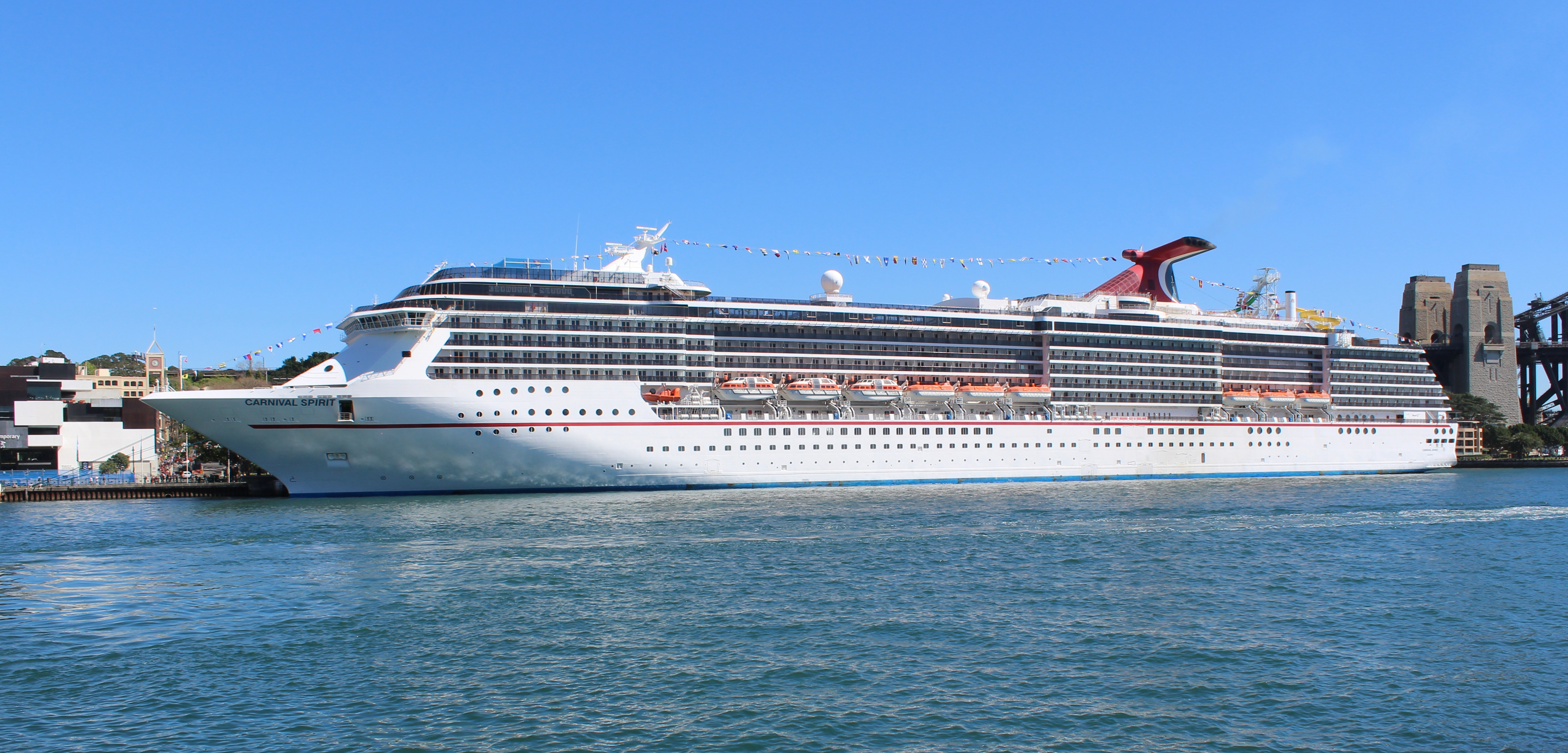
El Carnival Spirit, el primer crucero de la clase Spirit de la flota

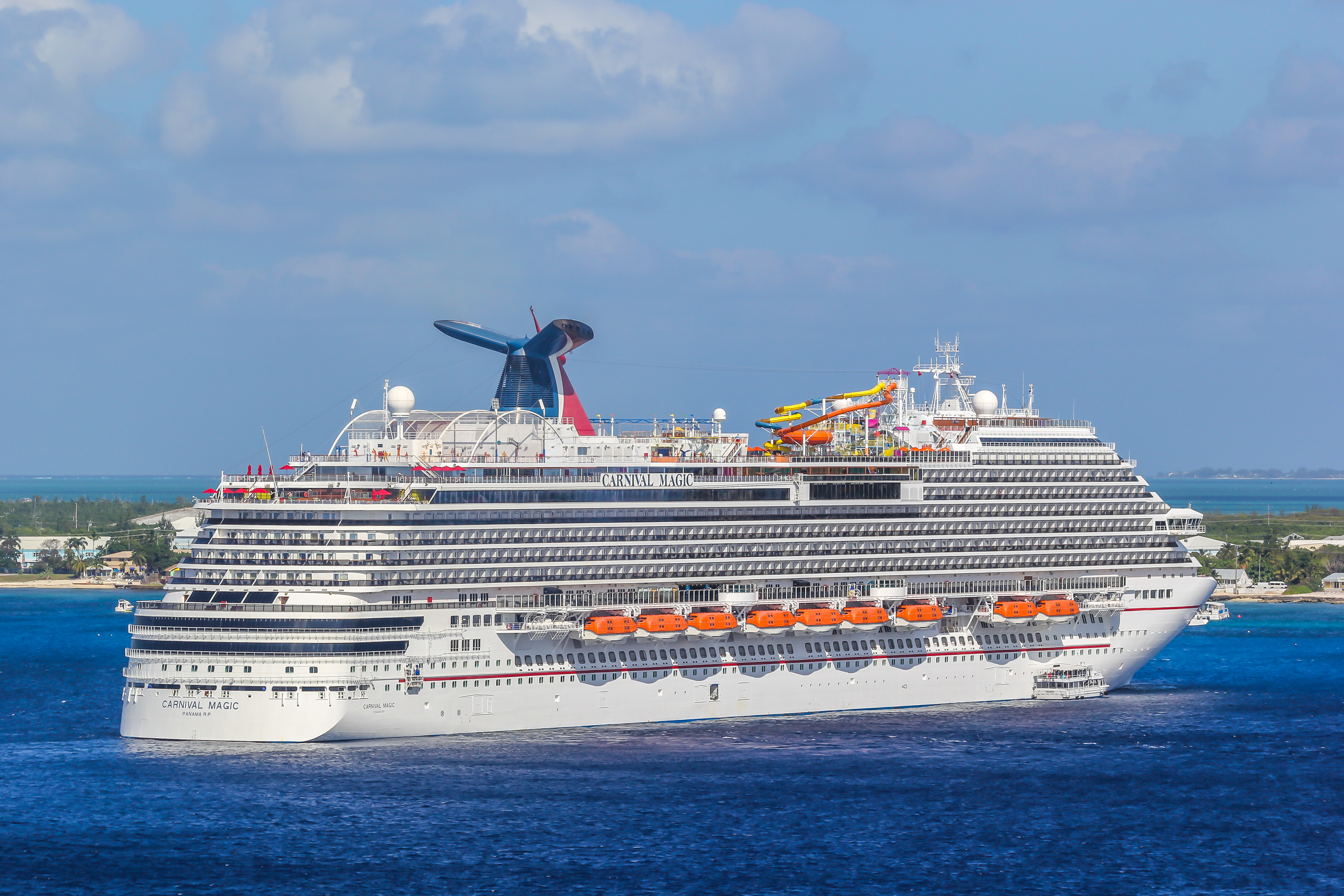
El Carnival Magic en Gran Caimán en 2012

En 2001, la nueva clase Spirit de tamaño Panamax debutó con el Carnival Spirit, el primero de la clase de cuatro barcos dentro de la flota de Carnival.
En 2001, Robert H. Dickinson, entonces presidente y director de cruceros, participó en un documental de la BBC, Back To The Floor . Dickinson empezó a trabajar en los niveles más bajos de la tripulación del Imagination en el Caribe, donde siguió de cerca a una limpiadora rumana, Alina. En octubre de 2002, Carnival adquirió P&O Princess Cruises por €3,500 millones de EUR.
En 2001, Carnival transfirió su primer barco nuevo, el Tropicale, construido en 1982 , a Costa Cruceros. Durante el resto de la década, la línea continuó vendiendo o transfiriendo los otros barcos construidos en la década de 1980 a otras líneas, con el Jubilee en 2004, el Celebration en 2008 y el Holiday en 2009.
En 2004, Carnival Corporation inició un programa de desarrollo para los nuevos barcos de Carnival, el Proyecto Pinnacle, que preveía un prototipo de 200.000 GT, que habría sido el crucero más grande del mundo en ese momento. El barco fue cancelado, pero luego desarrollaron un proyecto llamado Next Generation.
En 2009, Carnival lanzó su barco más grande en ese momento, el Carnival Dream, un nuevo  barco de 128.000 GT. Carnival Dream entró en servicio el 21 de septiembre de 2009. Después de varios viajes en el Mediterráneo, se estableció para ofrecer cruceros semanales por el Caribe desde Puerto Cañaveral a partir del 5 de diciembre de 2009. Un barco gemelo, Carnival Magic, debutó el 1 de mayo de 2011. El 1 de diciembre de 2009, se anunció que Carnival había realizado un pedido para un tercer barco de la clase Dream. Entró en servicio en junio de 2012 y su puerto base ahora es Galveston. El 10 de mayo de 2010, Carnival seleccionó un nombre para su nuevo barco de la clase Dream en 2012: Carnival Breeze.

### Década de 2010

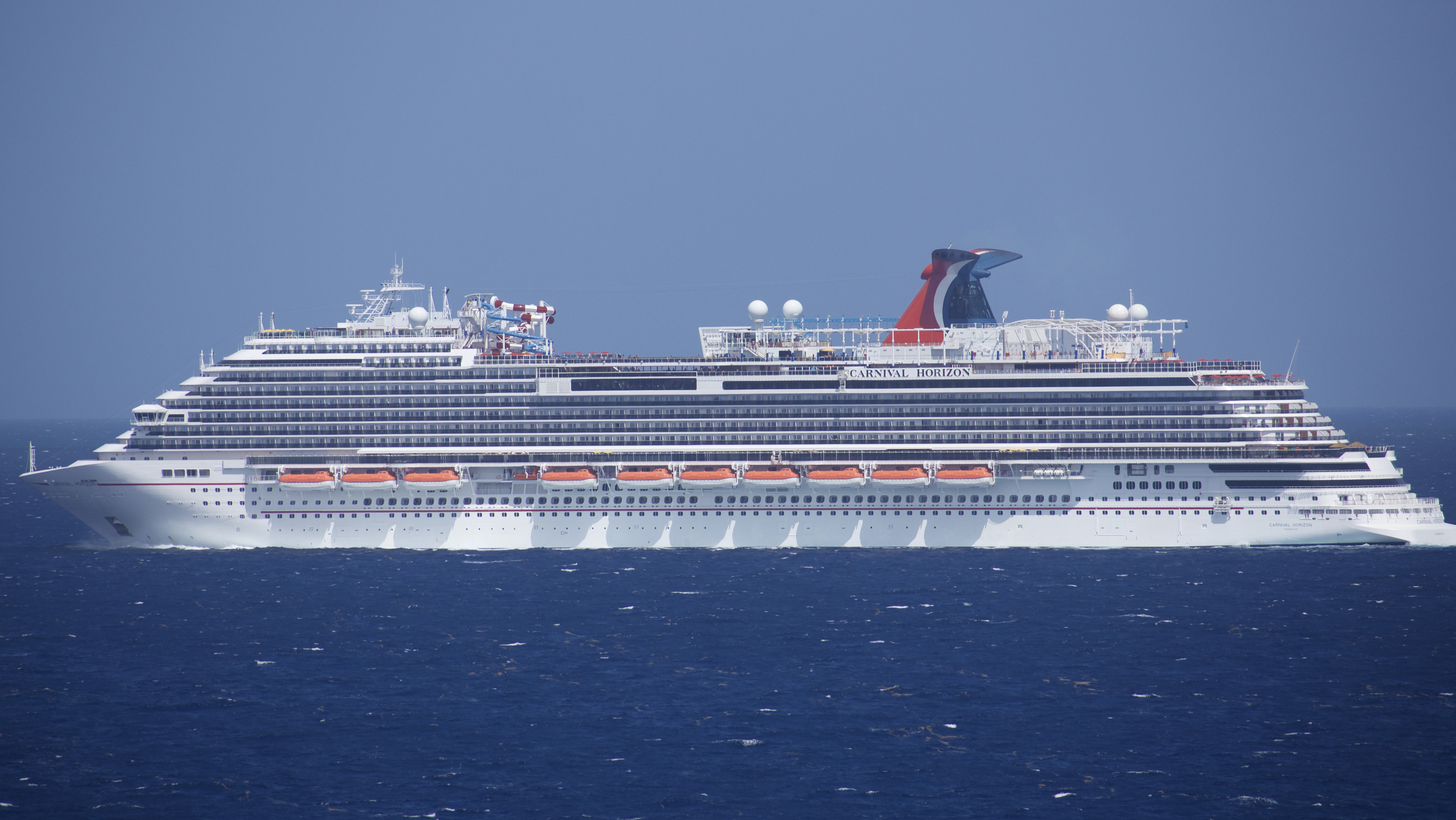
El Carnival Horizon frente a la costa de la Isla Gran Turca en 2018

El 26 de octubre de 2012, se anunció que Carnival había ordenado un nuevo barco de 133.500 GT. Este barco, construido por Fincantieri, fue el barco más grande que habían construido jamás. El nuevo barco se llamó Carnival Vista, y realizó su viaje inaugural el 1 de mayo de 2016, desde Trieste, Italia.
En enero de 2017, Michael Thamm fue nombrado director ejecutivo de Carnival Asia para supervisar las operaciones en la República Popular China y la región circundante.
Una hermana del Carnival Vista, el Carnival Horizon, se unió a la flota en su viaje inaugural desde Barcelona, España, el 2 de abril de 2018. Queen Latifah es la madrina del barco y la bautizó el 23 de mayo de 2018.
Carnival Panorama, otro barco hermano de Carnival Vista, entró en servicio como buque insignia de la línea de cruceros, el 11 de diciembre de 2019. Se convirtió en el primer barco nuevo en tener puerto base en la Costa Oeste desde Paradise (ahora Carnival Paradise) en 1998. Ambos barcos zarparon desde Long Beach, California.
En febrero de 2018, los funcionarios de la compañía dieron a conocer un importante proyecto de desarrollo portuario en Ensenada, Baja California, México.
A finales de junio de 2019, se informó de que Carnival estaba construyendo su primera terminal en Japón, en la ciudad portuaria de Sasebo, que se llamaría Uragashira Cruise Terminal. Los funcionarios locales esperaban que la terminal estuviera abierta a finales de julio de 2020.

### Década de 2020

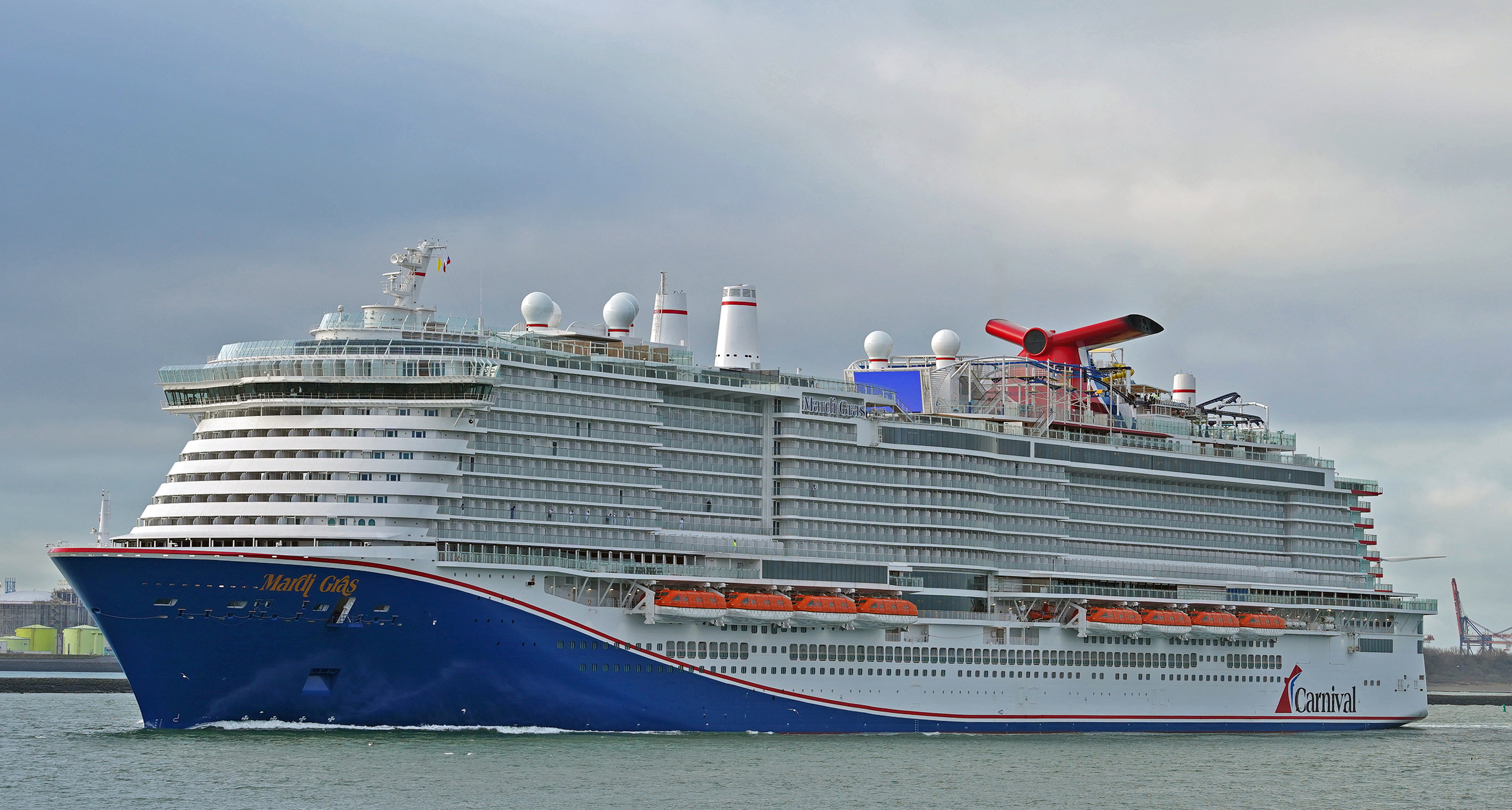
El Mardi Gras es uno de los barcos más grandes de la flota

En 2020, debido a los efectos de la pandemia de COVID-19, Carnival Fantasy, Carnival Imagination y Carnival Inspiration se vendieron para desguace. Carnival Fascination se vendió inicialmente a otra línea, solo para ser revendida para desguace un año después.
En junio de 2021, se anunció que el Costa Magica pasaría de Costa Cruceros a la flota de Carnival, y recibiría un nuevo nombre y la imagen actualizada de Carnival. El mismo día, Carnival también anunció que un barco de la clase Excellence que estaba en construcción para AIDA Cruises sería transferido a Carnival. Más tarde ese mismo año, se reveló que el nombre de este Excellence sería Carnival Jubilee.
El 31 de julio de 2021, después de numerosos retrasos, el tan esperado Mardi Gras entró en servicio, navegando durante todo el año desde Puerto Cañaveral.
A principios de 2022, Carnival anunciaría el retiro de los Carnival Sensation y Carnival Ecstasy: el Sensation se vendió para desguace de inmediato y el Ecstasy permanecería en la flota hasta octubre de 2022.
En junio de 2022, se anunció que el Costa Luminosa se uniría a la flota como Carnival Luminosa, en reemplazo de los planes anunciados previamente de adquirir el Costa Magica, que permanecería con Costa. Comenzó a realizar cruceros desde Brisbane, Australia , el 6 de noviembre de 2022. Más tarde haría cruceros por Alaska desde Seattle en los veranos antes de regresar a Australia en los inviernos.[cita requerida]
En junio de 2022 se anunció que Carnival crearía un nuevo concepto, el Fun Italian Style, y transferiría a su flota los Costa Venezia y Costa Firenze, navegando éstos bajo la marca Carnival pero conservando sus diseños italianos y las chimeneas de Costa. Ambos barcos se unieron a la flota de Carnival en 2023 y 2024 respectivamente. El 21 de octubre de 2022, Carnival anunció que los barcos recibirían los nombres de Carnival Venezia y Carnival Firenze. También se anunció que recibirían la nueva librea azul en el casco, con una franja amarilla, en lugar de la rojiblanca de los otros barcos de Carnival.[cita requerida]
En diciembre de 2022, Carnival anunció que se había visto obligada a retrasar el debut del Carnival Jubilee de octubre de 2023 a diciembre de 2023 debido a problemas persistentes en la cadena de suministro en el astillero Meyer Werft.
El 29 de mayo de 2023, el Carnival Venezia hizo su debut en Barcelona, España, antes de su temporada inaugural desde Manhattan, Nueva York.
En junio de 2024, se anunció que P&O Cruises Australia cerraría a principios de 2025 y que las operaciones se fusionarían con Carnival Cruise Line. Dos de sus barcos, Pacific Adventure y Pacific Encounter, pasarían a Carnival Cruise Line a partir de marzo de 2025. Estos barcos seguirán navegando en la región australiana junto con los Carnival Splendor y Carnival Luminosa, que operan de forma estacional. Carnival estima que la transferencia de los dos barcos y la entrega de los dos barcos de la clase Excellence para 2028 darán como resultado un aumento de capacidad del 50 por ciento desde 2019.
En julio de 2024, Carnival anunció el pedido de tres nuevos barcos a Fincantieri, cada uno de ellos con un tonelaje aproximado de 230.000 GT y capacidad para casi 8000 pasajeros. Se espera que estos barcos se entreguen en los veranos de 2029, 2031 y 2033. En abril de 2025, se revelaron nuevos datos sobre estos futuros barcos, siendo denominados como Proyecto Ace, y con una silueta similar a los Excellence y la clase Sphere de Princess Cruises, aunque a mayor escala.

## Controversias

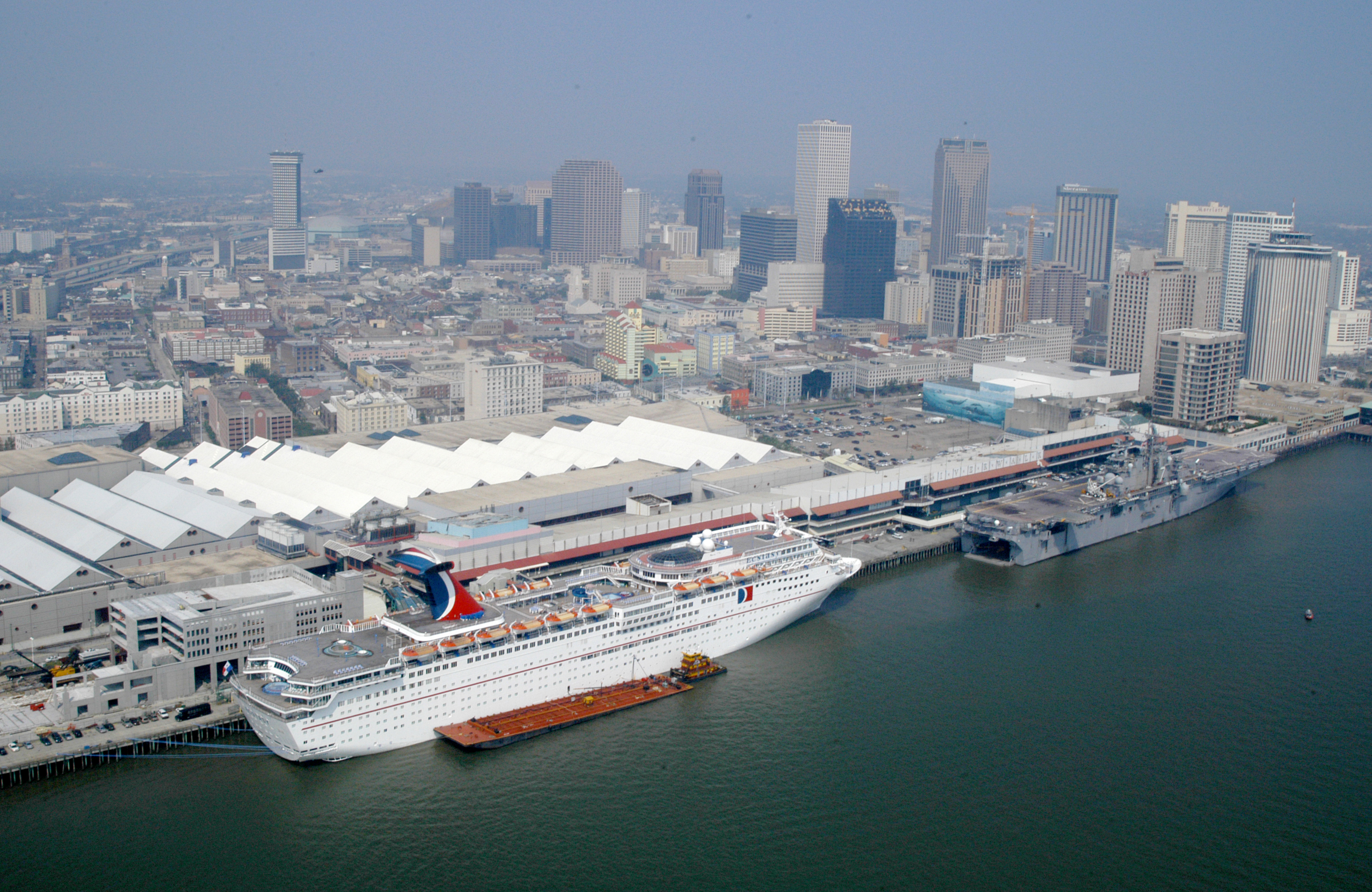
El Carnival Ecstasy, atracó en Nueva Orleans detrás USS Iwo Jima (LHD-7)

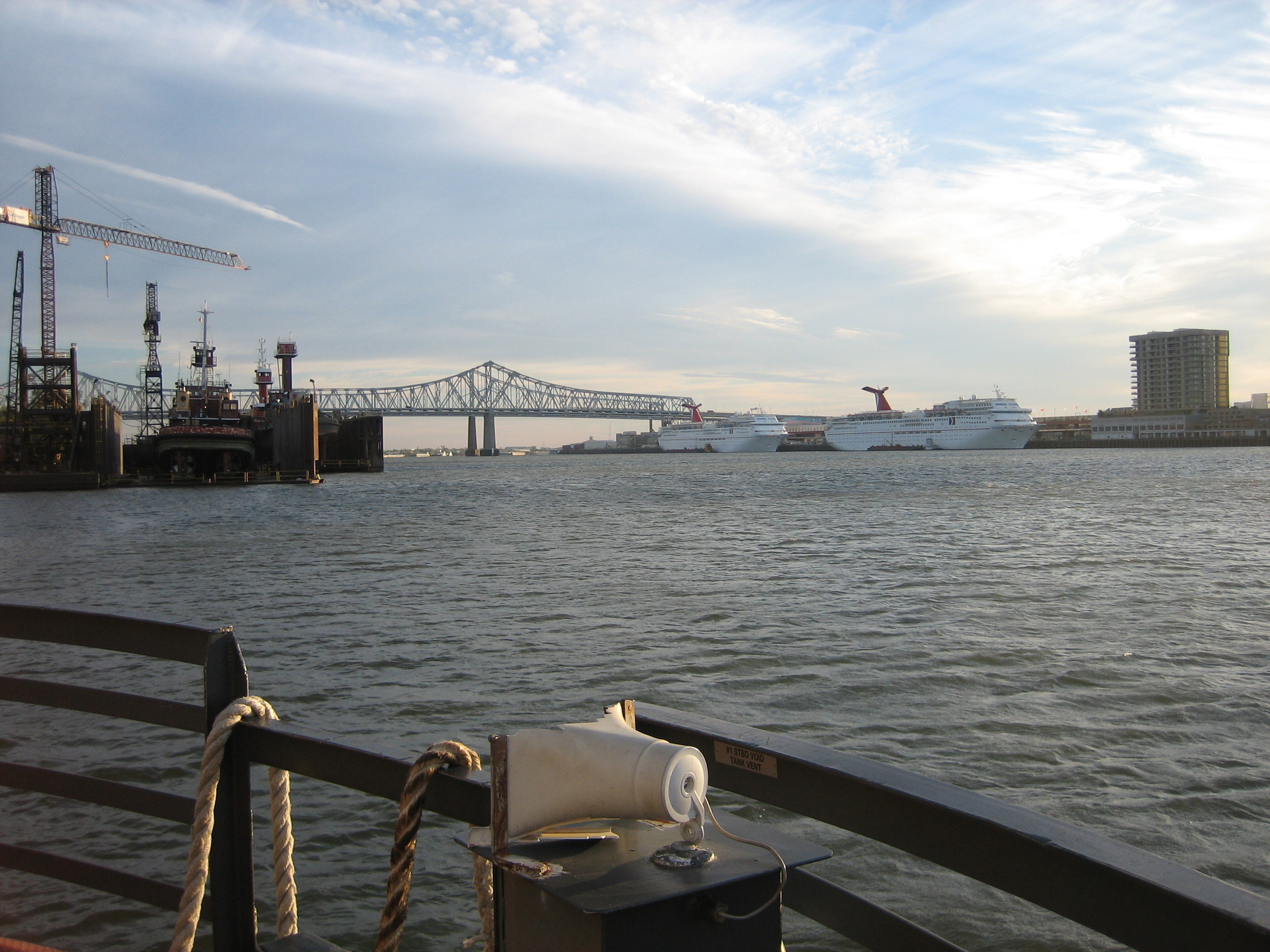
Los barcos de Carnival, atracados en Nueva Orleans en noviembre de 2005, se utilizaron como viviendas después del Huracán Katrina

Tras el Huracán Katrina, tres de los cruceros de Carnival fueron fletados por el Gobierno de los Estados Unidos durante seis meses para servir como alojamiento temporal, hasta que se pudieran reconstruir las casas. Después de ser fletados durante seis meses, sus viajes planeados fueron cancelados y los pasajeros recibieron un reembolso. El Holiday estuvo originalmente atracado en Mobile, Alabama, y más tarde en Pascagoula, Mississippi, y el Ecstasy y el Sensation estuvieron atracados en Nueva Orleans, Luisiana. El contrato de seis meses costó $236 millones de USD. El contrato fue ampliamente criticado, porque los barcos nunca se utilizaron por completo, y Carnival recibió más dinero del que habría ganado utilizando los barcos en su rotación normal.

### Empleo
En 2012, se informó que la compañía estaba pagando al personal de cruceros salarios básicos equivalentes a £0,75 por hora. Por ejemplo, un camarero junior ganaría un salario básico de £250 al mes por turnos que duraran al menos 11 horas, siete días a la semana. En respuesta a esta controversia, el secretario general del Trades Union Congress, Brendan Barber, comentó: "Ya es hora de que se ponga fin a la vergonzosa práctica de permitir que la industria naviera pague salarios de pobreza a los trabajadores que no viven en el Reino Unido. Las tasas de pago explotadoras para quienes trabajan en barcos británicos no tienen cabida en una sociedad moderna". En octubre de 2013, Carnival revocó los beneficios de jubilación para el personal de cruceros. En mayo de 2012, Carnival despidió a 150 miembros de la tripulación de la India por protestar por los bajos salarios.

### Medio ambiente y contaminación
Desde 2017, Carnival Corporation se encuentra en libertad condicional, tras haber sido encontrada culpable de "arrojar petróleo ilegalmente al océano desde sus barcos de Princess Cruises y mentir sobre el plan". Carnival Corporation también tuvo que pagar una multa de $40 millones de USD. El resumen del tribunal afirma que "Princess fue declarada culpable y sentenciada en abril de 2017, después de declararse culpable de cargos de delito grave derivados de su vertido deliberado de residuos contaminados con petróleo desde uno de sus buques y actos intencionales para encubrirlo".
En abril de 2019, Carnival Corporation fue acusada de violar las reglas de libertad condicional. Las acusaciones incluyen 800 incidentes desde abril de 2017 hasta abril de 2018. Un juez federal ha amenazado con imponer multas severas que pueden aumentar diez veces. El juez también declaró que los barcos de Carnival podrían tener prohibido temporalmente atracar en puertos estadounidenses. A principios de junio de 2019, Carnival Corp. acordó pagar $20 millones de USD en multas en un acuerdo con fiscales federales. Los documentos de acuerdo propuestos fueron firmados por el presidente Micky Arison el 3 de junio de 2019. Al día siguiente, un juez de distrito superior de Estados Unidos aprobó el acuerdo y confirmó que la libertad condicional continuaría durante tres años, después de que el director ejecutivo Arnold Donald dijera: "La empresa se declara culpable. Reconocemos las deficiencias. Estoy aquí hoy para formular un plan para solucionarlas". La empresa prometió implementar auditorías adicionales para verificar las violaciones, brindar una mejor capacitación al personal, comenzar a mejorar las prácticas de gestión de residuos y establecer un método más eficaz para informar incidentes de contaminación a las agencias gubernamentales.
En junio de 2019, Carnival Corporation y su filial Princess acordaron pagar una multa penal de $20 millones de USD por otras infracciones ambientales que incluyen el vertido de residuos plásticos al océano. Princess Cruises ya había pagado $40 millones de USD por actos deliberados previos de contaminación oceánica.

## Accidentes e incidentes
El 19 de septiembre de 1999, la sala de máquinas del Tropicale se incendió durante el trayecto de Cozumel a Tampa. Mientras se encontraba inutilizado en el Golfo de México, el barco fue golpeado por la tormenta tropical Harvey. El Tropicale pasó dos días sin propulsión.
El 8 de noviembre de 2010, se produjo un incendio en la sala de generadores del Carnival Splendor y el barco se quedó sin electricidad. El barco quedó a la deriva frente a la costa oeste de México hasta que fue remolcado a San Diego.
El 10 de febrero de 2013, el Carnival Triumph, con 3.143 pasajeros a bordo, sufrió un incendio en la sala de máquinas, dejando al barco a la deriva durante cuatro días en el Golfo de México. El incendio del motor provocó un corte de energía en el barco, lo que a su vez provocó que las aguas residuales se acumularan. Los medios de comunicación apodaron la terrible experiencia "The Poop Cruise".  El barco fue remolcado a Mobile, Alabama, atracando en la tarde del 14 de febrero.  En un litigio posterior, se descubrieron documentos de Carnival que revelaban múltiples problemas de mantenimiento del generador que creaban un "desastre esperando a suceder". En respuesta, la presentación judicial de Carnival declaró que el contrato que los pasajeros aceptan cuando compran un boleto "no ofrece absolutamente ninguna garantía de un pasaje seguro, un barco en condiciones de navegar, comida adecuada y saludable y condiciones de vida sanitarias y seguras".
El 14 de marzo de 2013, el Carnival Dream sufrió una falla de emergencia en el generador mientras estaba atracado en el puerto de Philipsburg, Sint Maarten. El barco tenía previsto salir del puerto alrededor de las 5:00 p.m., hora del este de Estados Unidos, el día anterior. La Guardia Costera de los Estados Unidos dijo que Carnival les había notificado que el Carnival Dream estaba experimentando problemas de emergencia con el generador. Carnival anunció que los pasajeros serían trasladados en avión de regreso a Florida en lugar de completar su viaje programado.
En la mañana del 15 de marzo de 2013, el Carnival Legend sufrió un problema mecánico con una de las cápsulas de propulsión mientras se encontraba en el mar. La línea de cruceros canceló las escalas programadas del Carnival Legend en Belice y Gran Caimán, y el barco regresó a Tampa, Florida, a una velocidad reducida de 19 nudos (22 mph) ( el Legend tiene una velocidad de crucero normal de 24 nudos).
El 27 de diciembre de 2015, un electricista que había estado trabajando en el Carnival Ecstasy fue aplastado hasta morir mientras trabajaba en un ascensor. El accidente tuvo una gran publicidad después de que se publicara un video en línea.
En febrero de 2018, se desató una serie de peleas en el Carnival Legend. El personal fue criticado por no contener las peleas y por ejercer una fuerza excesiva contra los pasajeros.
El 3 de mayo de 2018, una tubería estalló en el sistema de extinción de incendios del Carnival Dream, inundando 50 camarotes.
En noviembre de 2018, el Carnival Sunshine experimentó un problema técnico que provocó que el barco se inclinara durante aproximadamente un minuto.
El 29 de diciembre de 2018, el bote salvavidas número 28 se desprendió del Carnival Dream por razones desconocidas y resultó dañado. Carnival decidió abandonar el bote salvavidas en el mar y comprar uno nuevo. No había nadie a bordo del bote salvavidas en ese momento y no se reportaron heridos.
El 20 de septiembre de 2019 por la tarde, mientras atravesaba el Canal de Panamá, el antiguo Carnival Fantasy chocó contra el muro de la esclusa y sufrió daños en la superestructura de popa. No se reportaron heridos. La colisión ocurrió mientras se bajaban los niveles de agua de la esclusa. El buque no estaba por sus propios medios, sino asistido/remolcado por las locomotoras del Canal de Panamá. El accidente ocurrió durante el crucero de 10 días por el Canal de Panamá.
El 9 de octubre de 2019, un pasajero de 23 años se cayó de la barandilla donde estaba sentado en la cubierta inferior mientras el Carnival Valor navegaba cerca de Luisiana. Fue trasladado en helicóptero a un hospital de Nueva Orleans y se dice que se encuentra en estado crítico.
El 20 de diciembre de 2019, el Carnival Glory y el Carnival Legend chocaron mientras se encontraban en el puerto de Cozumel, México; la superestructura de popa del Carnival Glory resultó dañada y una persona sufrió heridas leves.
El 16 de febrero de 2022, una mujer de 32 años saltó de la décima cubierta del Carnival Valor después de ser detenida por la seguridad del barco.  La Guardia Costera de los Estados Unidos suspendió la búsqueda después de 14 horas.
El 26 de mayo de 2022, el Carnival Freedom sufrió un incendio en su chimenea. El barco estaba atracado en Isla Gran Turca durante el incidente. El incendio se extinguió y no se reportaron heridos.
El 28 de junio de 2022, una gran pelea a bordo del Carnival Magic alrededor de las 5:30 a. m. provocó la respuesta del Departamento de Policía de Nueva York a su llegada a la Ciudad de Nueva York.
En junio de 2022, el Departamento de Servicios Financieros de Nueva York anunció una multa de $5 millones de USD a Carnival debido a violaciones de ciberseguridad. El departamento afirmó que las violaciones fueron "significativas" y que entre 2019 y 2021 Carnival tuvo cuatro violaciones de seguridad que expusieron cantidades considerables de datos de consumidores. El departamento continuó afirmando que Carnival no cumplió con la normativa de seguridad al no utilizar la autenticación de dos factores y, además, no informó sobre una de sus violaciones de datos.

## Flota actual

### Clase Fantasy
| Buque             | Entrada en servicio con Carnival | Tonelaje | Bandera | Camarotes | Imagen |
| ----------------- | -------------------------------- | -------- | ------- | --------- | ------ |
| Carnival Elation  | 1998                             | 71,909   | Panamá  | 2,130     |        |
| Carnival Paradise | 1998                             | 71,925   | Panamá  | 2,124     |        |

### Clase Sunshine (ex clase Destiny)
| Buque             | Entrada en servicio con Carnival | Tonelaje | Bandera | Camarotes | Imagen |
| ----------------- | -------------------------------- | -------- | ------- | --------- | ------ |
| Carnival Sunshine | 1996                             | 103,881  | Bahamas | 3,002     |        |
| Carnival Sunrise  | 1999                             | 102,239  | Bahamas | 2,984     |        |
| Carnival Radiance | 2000                             | 102,232  | Panamá  | 2,984     |        |

### Clase Spirit
| Buque            | Entrada en servicio con Carnival | Tonelaje | Bandera | Camarotes | Imagen |
| ---------------- | -------------------------------- | -------- | ------- | --------- | ------ |
| Carnival Spirit  | 2001                             | 85,920   | Bahamas | 2,124     |        |
| Carnival Pride   | 2002                             | 86,071   | Panamá  | 2,124     |        |
| Carnival Legend  | 2002                             | 85,942   | Bahamas | 2,124     |        |
| Carnival Miracle | 2004                             | 85,942   | Panamá  | 2,124     |        |

### Clase Conquest
| Buque             | Entrada en servicio con Carnival | Tonelaje | Bandera | Camarotes | Imagen |
| ----------------- | -------------------------------- | -------- | ------- | --------- | ------ |
| Carnival Conquest | 2002                             | 110,480  | Panamá  | 2,980     |        |
| Carnival Glory    | 2003                             | 110,000  | Panamá  | 2,980     |        |
| Carnival Valor    | 2004                             | 110,438  | Panamá  | 2,980     |        |
| Carnival Liberty  | 2005                             | 110,428  | Panamá  | 2,980     |        |
| Carnival Freedom  | 2007                             | 110,556  | Panamá  | 2,980     |        |

### Clase Concordia
| Buque             | Entrada en servicio con Carnival | Tonelaje | Bandera | Camarotes | Imagen |
| ----------------- | -------------------------------- | -------- | ------- | --------- | ------ |
| Carnival Splendor | 2008                             | 113,573  | Panamá  | 3,012     |        |

### Clase Vista Spirit Hybrid
| Buque             | Entrada en servicio con Carnival | Tonelaje | Bandera | Camarotes | Imagen |
| ----------------- | -------------------------------- | -------- | ------- | --------- | ------ |
| Carnival Luminosa | 2022                             | 92,720   | Bahamas | 2,260     |        |

### Clase Dream
| Buque           | Entrada en servicio con Carnival | Tonelaje | Bandera | Camarotes | Imagen |
| --------------- | -------------------------------- | -------- | ------- | --------- | ------ |
| Carnival Dream  | 2009                             | 128,251  | Panamá  | 3,646     |        |
| Carnival Magic  | 2011                             | 128,048  | Panamá  | 3,690     |        |
| Carnival Breeze | 2012                             | 128,052  | Panamá  | 3,690     |        |

### Clase Vista
| Buque             | Entrada en servicio con Carnival | Tonelaje | Bandera | Camarotes | Imagen |
| ----------------- | -------------------------------- | -------- | ------- | --------- | ------ |
| Carnival Vista    | 2016                             | 133,596  | Panamá  | 3,934     |        |
| Carnival Horizon  | 2018                             | 133,596  | Panamá  | 3,960     |        |
| Carnival Panorama | 2019                             | 133,868  | Panamá  | 4,008     |        |
| Carnival Venezia  | 2023                             | 135,225  | Bahamas | 4,208     |        |
| Carnival Firenze  | 2024                             | 135,156  | Panamá  | 4,126     |        |

### Clase Excellence
| Buque                | Entrada en servicio con Carnival | Tonelaje | Bandera | Camarotes | Imagen |
| -------------------- | -------------------------------- | -------- | ------- | --------- | ------ |
| Mardi Gras           | 2021                             | 181,808  | Bahamas | 5,282     |        |
| Carnival Celebration | 2022                             | 183,521  | Bahamas | 5,282     |        |
| Carnival Jubilee     | 2023                             | 183,521  | Bahamas | 5,282     |        |

### Clase Grand
Estos buques fueron construidos en 2001 y 2002, respectivamente, como Golden Princess y Star Princess, para Princess Cruises.Fueron transferidos a P&O Cruises Australia en octubre de 2020. Forman parte de la flota de Carnival desde marzo de 2025.
| Buque              | Entrada en servicio con Carnival | Tonelaje | Bandera | Camarotes | Imagen |
| ------------------ | -------------------------------- | -------- | ------- | --------- | ------ |
| Carnival Adventure | Marzo de 2025                    | 108,865  | Bahamas | 2,636     |        |
| Carnival Encounter | Marzo de 2025                    | 108,977  | Bahamas | 2,600     |        |

## Futuros barcos
| Buque                 | Clase        | Año  | Tonelaje | Bandera | Notas | Imagen |
| --------------------- | ------------ | ---- | -------- | ------- | --- | ------ |
| Carnival Festivale    | Excellence   | 2027 | 182,800  | Panamá  | Barco gemelo del Carnival Jubilee. Entrega prevista para la primavera de 2027. Se construirá en Meyer Werft, Alemania. Primer pedido de Carnival Corporation en cinco años |        |
| Carnival Tropicale    | Excellence   | 2028 | 182,800  | Panamá  | Barco gemelo del Carnival Jubilee. Será construido por Meyer Werft, Alemania. |        |
| Sin nombre confirmado | Proyecto Ace | 2029 | 230,000  | Panamá  | La clase de barcos más grande en ser construida y operada por Carnival Cruise Line. Los buques estarán propulsados por Gas Natural Licuado, tendrán capacidad para 8000 pasajeros y serán construidos por Fincantieri, Italia. Según los primeros diseños revelados en abril de 2025, guardan parecido con la clase Excellence y la clase Sphere de Princess Cruises. |        |
| Sin nombre confirmado | Proyecto Ace | 2031 | 230,000  | Panamá  | |        |
| Sin nombre confirmado | Proyecto Ace | 2033 | 230,000  | Panamá  | |        |

## Antigua flota
| Nombre               | Clase           | Año de construcción | Duración en servicio con Carnival | Estado actual | Tonelaje                      | Bandera  | Imagen |
| -------------------- | --------------- | ------------------- | --------------------------------- | --- | ----------------------------- | -------- | ------ |
| Mardi Gras           | Clase Empress   | 1972                | 1972-1993                         | Primer barco de Carnival Cruise Line. Buque líder de la clase Emperatriz .Originalmente conocida como Emperatriz de Canadá (1960-1972). Vendido por Carnival en 1993 y luego rebautizado como Olympic, Star of Texas, Lucky Star, Apollo y Apollon. Desguazado en Alang en 2003                         | 27,284 registrado como 18,261 | Panamá   |        |
| Carnivale            | Clase Empress   | 1975                | 1975-1993                         | También conocida como Empress of Britain, Queen Anna Maria, Fiesta Marina, Olympic y The Topaz. Desguazado en Alang en 2008 | 31,500                        | Panamá   |        |
| Festivale            | Clase Festivale | 1977                | 1977-1996                         | Buque líder de la clase Festivale. También conocido como Transvaal Castle, S.A. Vaal, Island Breeze, y Big Red Boat III. Desguazado en Alang en 2003 | 32,697                        | Panamá   |        |
| Tropicale            | Clase Tropicale | 1982                | 1982-2001                         | Buque líder de la clase Tropicale. El primer barco construido especialmente para Carnival; también el primero con la chimenea en forma de "cola de ballena". También conocido como Costa Tropicale, Pacific Star y Ocean Dream. Desguazado en Alang en 2021                                             | 36,674                        | Panamá   |        |
| Jubilee              | Clase Holiday   | 1986                | 1986-2004                         | En 2004, el Jubilee se convirtió en el Pacific Sun para P&O Cruises Australia y luego operó como Henna para HNA Tourism Cruise de 2012 a 2015. Desguazado en Alang en 2017 | 47,262                        | Liberia  |        |
| Celebration          | Clase Holiday   | 1987                | 1987-2008                         | En 2008, el Celebration se convirtió en el Grand Celebration de Iberocruceros. A finales de 2014, pasó a manos de Costa Cruceros como Costa Celebration, pero nunca entró en servicio. En febrero de 2015, se vendió a Bahamas Paradise Cruise Line como Grand Celebration. Desguazado en Alang en 2021 | 47,262                        | Portugal |        |
| Holiday              | Clase Holiday   | 1985                | 1985-2009                         | Barco líder de la clase Holiday. En 2009, el Holiday se convirtió en el Grand Holiday de Iberocruceros y navegó con Cruise & Maritime Voyages como Magellan hasta el verano de 2020. Desguazado en Alang en 2021                                                                                        | 46,051                        | Portugal |        |
| Carnival Fantasy     | Clase Fantasy   | 1990                | 1990-2020                         | Barco líder de la Clase Fantasy. Diseño derivado de la clase Holiday. Originalmente llamado Fantasy. Desguazado en Aliağa en 2020 | 70,367                        | Panamá   |        |
| Carnival Fascination | Clase Fantasy   | 1994                | 1994-2020                         | Originalmente llamado Fascination. Vendido a Century Harmony Cruises Ltd. y renombrado Century Harmony. Desguazado en Gadani en 2022 | 70,367                        | Bahamas  |        |
| Carnival Imagination | Clase Fantasy   | 1995                | 1995-2020                         | Originalmente llamado Imagination. Todavía a la espera de ser desguazado en Aliağa, varado en 2020 | 70,367                        | Bahamas  |        |
| Carnival Inspiration | Clase Fantasy   | 1996                | 1996-2020                         | Originalmente llamado Inspiration. Desguazado en Aliağa en 2020 | 70,367                        | Bahamas  |        |
| Carnival Sensation   | Clase Fantasy   | 1993                | 1993-2022                         | Originalmente llamado Sensation. El barco estuvo en servicio de pasajeros hasta marzo de 2020. No volvió a prestar servicio de pasajeros tras el cierre por el COVID-19, pero permaneció en la flota hasta febrero de 2022. Desguazado en Aliağa en 2022                                                | 70,367                        | Bahamas  |        |
| Carnival Ecstasy     | Clase Fantasy   | 1991                | 1991-2022                         | Originalmente llamado Ecstasy. Volvió brevemente al servicio de pasajeros del 5 de marzo al 15 de octubre de 2022, luego del cierre por COVID-19. Se retiró del servicio el 15 de octubre de 2022. Vendido para desguace en Aliağa en 2022                                                              | 70,367                        | Bahamas  |        |